# Вылка, Николай Семёнович
Николай Семёнович Вы́лка (1911 — 30 сентября 1942), ненецкий писатель, основоположник ненецкой художественной прозы. Художник и поэт, собиратель фольклора, иллюстратор собственных произведений. Племянник Тыко Вылки. Член Союза Писателей СССР.

## Биография
Родился в 1911 году на Новой Земле,  Во время обучения в Институте народов Севера в 1937 году опубликовал в журналах «Наша страна» и «Советская Арктика» в авторском переводе повесть «Вылка на острове».
Трагически погиб в 1942 (отравился трофейным спиртом) году на острове Вайгач.

## Сочинения
- Марья. На острове: Повести / перевод на русский язык и примечания Г. Д. Вербова. Л., 1938;
- Марья: Повесть/перевод на русский язык и примечания Г. Д. Вербова.//Второе рождение. Произведения зачинателей литератур народностей Севера и Дальнего Востока. М., 1983.
- Стихи//Мы — люди Севера. Л., 1949;